# Kollektiva säkerhetsavtalsorganisationen
Kollektiva säkerhetsavtalsorganisationen (ryska: Организация Договора о коллективной безопасности, förkortat ОДКБ; translitteration: Organizatsija Dogovora o kollektivnoj bezopasnosti, förkortat ODKB; engelska: Collective Security Treaty Organization, förkortat CSTO), är en militärallians som består av ett antal postsovjetiska stater.
Organisationen har sitt ursprung i ett fördrag som skrevs under i Uzbekistans huvudstad Tasjkent 15 maj 1992, och avtalet trädde i kraft 20 april då det ratificerades av de ingående länderna.

## Medlemsstater

### Nuvarande medlemmar
| Stat         | Medlemskap        | År vid ingående |
| ------------ | ----------------- | --------------- |
| Armenien     | Fullvärdig medlem | 1994            |
| Belarus      | Fullvärdig medlem | 1994            |
| Kazakstan    | Fullvärdig medlem | 1994            |
| Kirgizistan  | Fullvärdig medlem | 1994            |
| Ryssland     | Fullvärdig medlem | 1994            |
| Tadzjikistan | Fullvärdig medlem | 1994            |

### Tidigare medlemsstater
| Stat         | Medlemskap      | År vid inträde                                   | År vid utträde                                   |
| ------------ | --------------- | ------------------------------------------------ | ------------------------------------------------ |
| Azerbajdzjan | Tidigare medlem | 1994                                             | 1999                                             |
| Georgien     | Tidigare medlem | 1994                                             | 1999                                             |
| Uzbekistan   | Tidigare medlem | 1994 (första tillfället) 2006 (andra tillfället) | 1999 (första tillfället) 2012 (andra tillfället) |

### Potentiella medlemskap
I maj 2007 föreslog CSTO:s generalsekreterare Nikolaj Bordjusja att Iran borde söka medlemskap i organisationen. Om Iran skulle bli medlemmar skulle de bli den första medlemsstaten som inte var en del av Sovjetunionen. 
Uzbekistan deltog i en gemensam militärövning med Ryssland och Tadjikistan under 2021. Landets president, Shavkat Mirziyoyev, deltog även vid ett möte med CSTO, vilket beredde vägen för rykten om att landet skulle återansluta sig till organisationen.

## Lista över generalsekreterare
Följande personer har varit generalsekreterare:
- Ryssland – Vladimir Zemskij (oktober 1996 – mars 2000)
- Ryssland – Valerij Nikolajenko (maj 2000 – april 2003)
- Ryssland – Nikolaj Bordjusja (28 april 2003 – 31 december 2016)
- Ryssland – Valerij Semerikov (tillfällig) (1 januari 2017 – 2 maj 2017)
- Armenien – Jurij Khatsjaturov (2 maj 2017 – 2 november 2018)
- Ryssland – Valerij Semerikov (tillfällig) (1 november 2018 – 31 december 2019)
- Belarus – Stanislav Zas (sedan 1 januari 2020)

## Historia
Organisationen bildades genom att det kollektiva säkerhetsfördraget, även kallat Tasjkentfördraget, skrevs under 15 maj 1992 av Ryssland, Armenien, Kazakstan, Kirgizistan, Tadjikistan och Uzbekistan. 1993 skrev även Azerbajdzjan, Belarus och Georgien under fördraget. De blev medlemmar i organisationen 1994. Fördraget är skrivet så att det löper ut om det inte förnyas vart femte år. 2 april 1999 förnyades avtalet. Då valde Azerbajdzjan, Georgien och Uzbekistan att ställa sig utanför organisationen. Uzbekistan valde vid utträdet att istället gå med i GUAM som sedan tidigare bestod av Georgien, Ukraina, Azerbajdzjan och Moldavien.
2004 fick CSTO status som permanent observatör i FN.
I samband med oroligheterna i Kazakstan i januari 2022 skickade organisationen trupper till landet. 
I februari 2024 meddelade Armeniens premiärminister, Nikol Pasjinjan, att landet fryst sitt deltagande i organisationen efter att de inte fått stöd av CSTO i att skydda de armenier som bor i Nagorno-Karabach. Några dagar senare sa han att ett utträde kan bli aktuellt som organisationen fortsätter att agera på samma sätt. Han anser att Ryssland stödjer Azerbajdzjan i konflikten trots att de inte är medlemmar i CSTO.

## Bilder

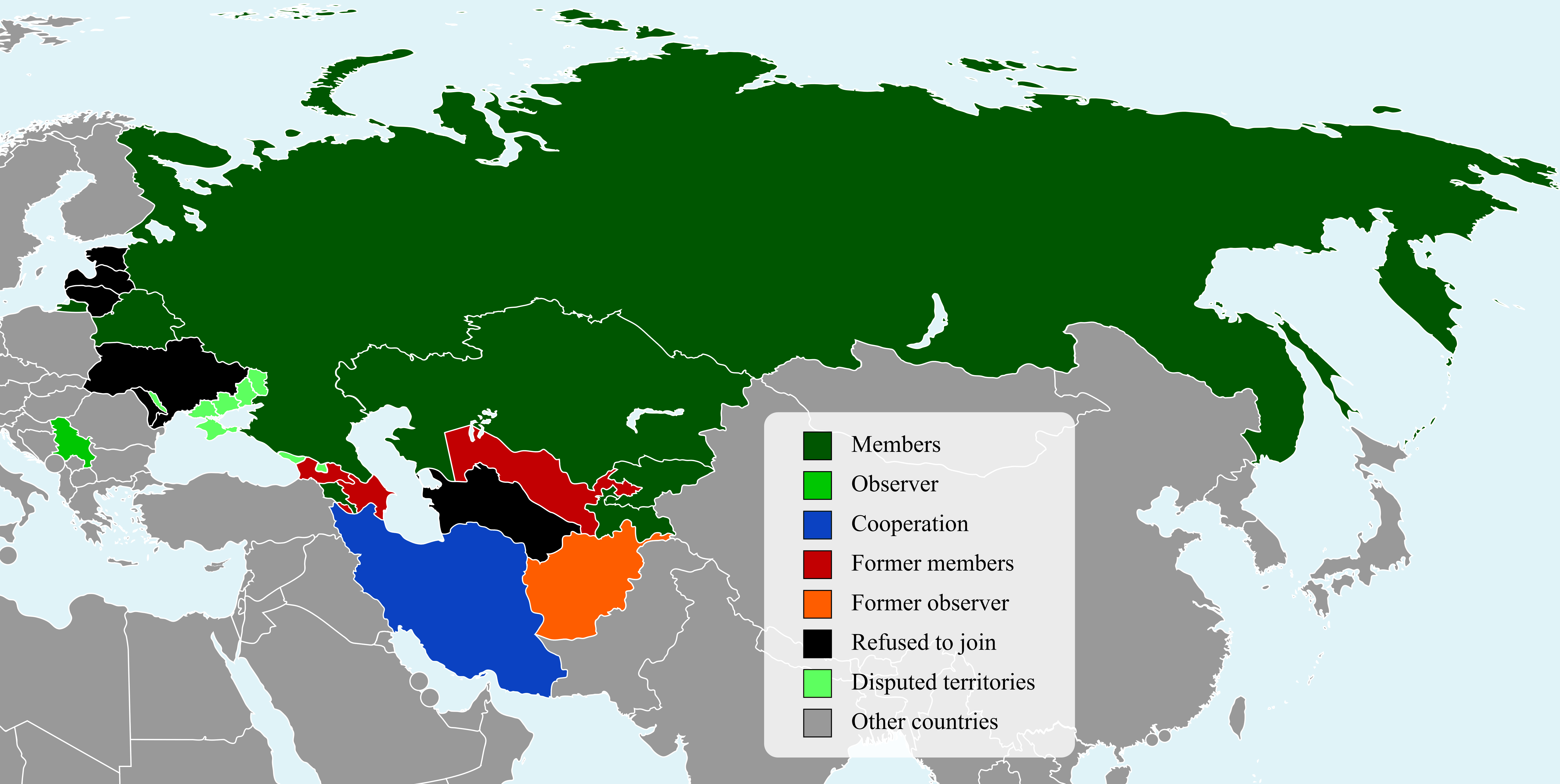
Karta som visar medlemsländer och observatörer i CSTO.

### Webbkällor
- ”Meeting of the Collective Security Treaty Organisation” (på engelska). Kreml. http://en.kremlin.ru/events/president/news/9778. Läst 8 januari 2022.